# Ingrid Arpi
Ingrid Arpi-Henriksson, född 15 mars 1928 i Hagfors församling, Värmlands län, död 2019, var en svensk barn- och ungdomspsykiater.
Arpi, som var dotter till filosofie licentiat Ragnar Arpi  och Eva Berg, avlade studentexamen i Uppsala 1947, folkskollärarexamen i Stockholm 1951, blev medicine kandidat vid Karolinska Institutet i Stockholm 1954 och medicine licentiat där 1964. Hon var anställd som folkskollärare i Stockholm 1951, som underläkare på barn- och ungdomspsykiatriska kliniken i Kristianstad 1965–1970 och som biträdande överläkare vid barn- och ungdomspsykiatriska kliniken på Karlstads lasarett från 1970.